# Mecka (provins)
Mecka, eller Mekka, (arabiska: مكَّة, Makka), officiellt Mintaqat Makka al-Mukarrama (مِنْطَقَة مكَّة المكرَّمة), är en provins i Saudiarabien, och ligger vid Röda havet. Den hade 7 769 994 invånare i maj 2022.
I provinsen ligger islams heligaste stad Mecka och landets näst största stad Jidda.